# Повсть

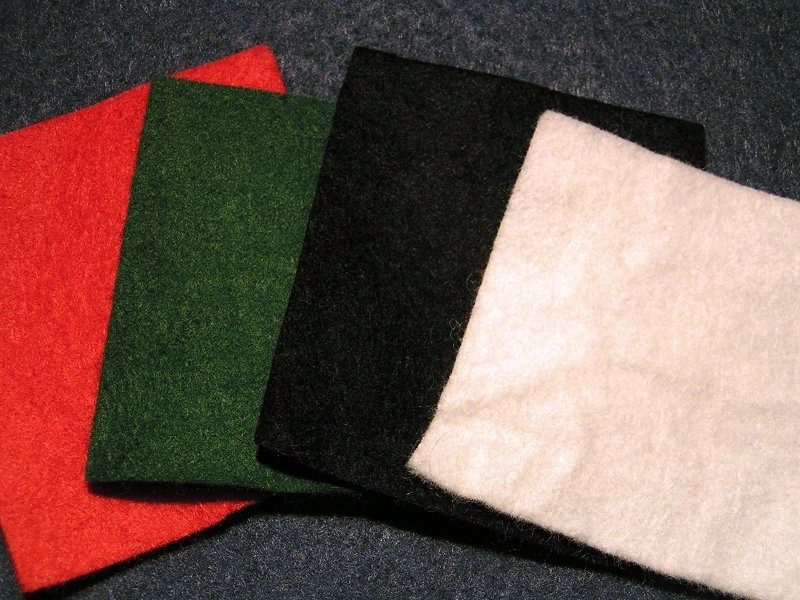
Кольорова повсть

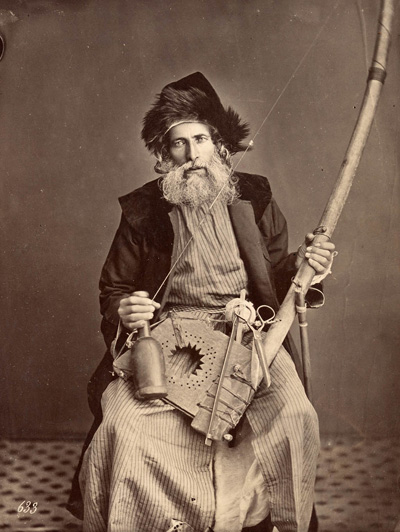
Шаповал з луком. Фото Фелікс Бонфіс, Єрусалим, 1880 р.

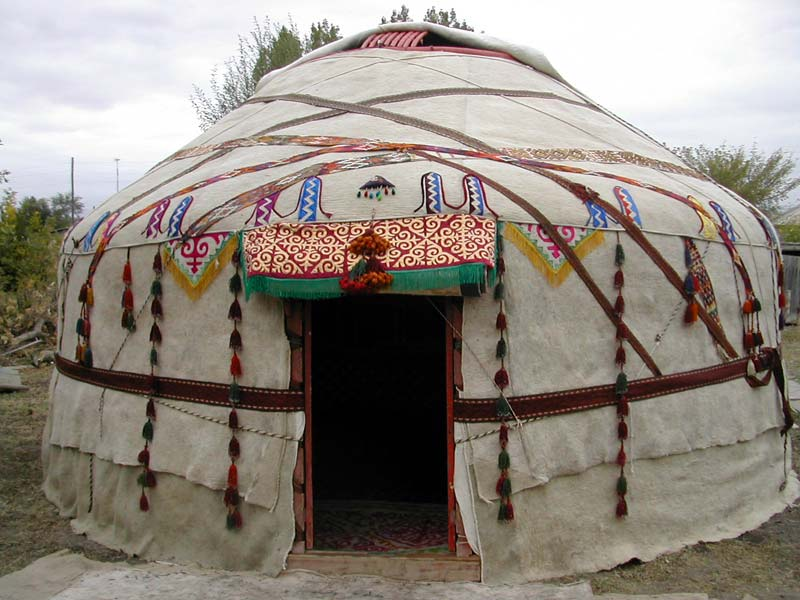
Казахська юрта з повсті

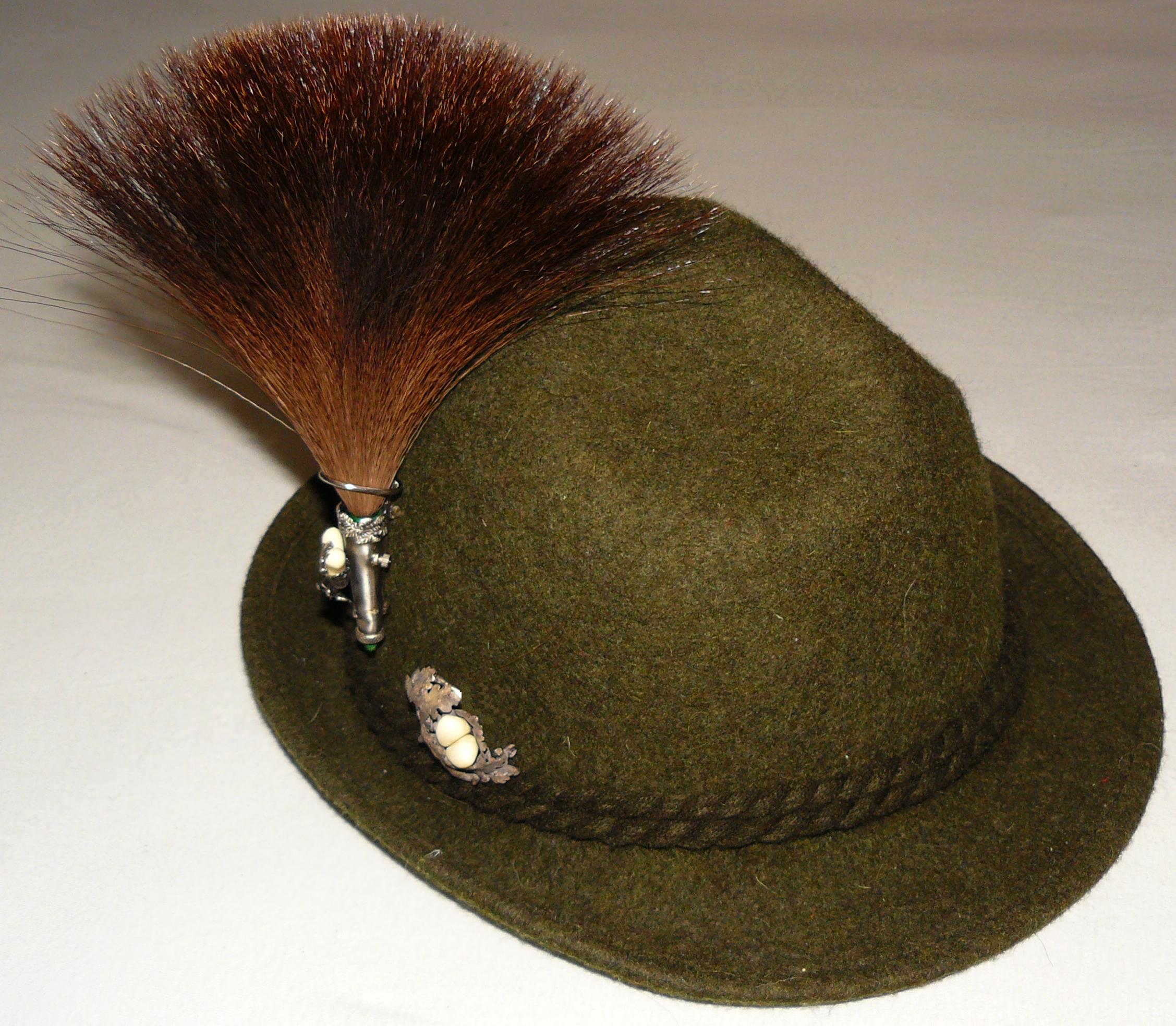
Капелюх з повсті

По́всть (д.-рус. пълсть, від прасл. *pьl̥stь) — нетканий текстиль, виготовлений із волокон шерсті. Листовий пористий цупкий матеріал, виготовлений способом валяння. Використовується як прокладковий, ущільнювальний, тепло- і звукоізоляційний матеріал.

## Історія
Повсть вважається найдавнішим з відомих текстильних матеріалів. Багато які культури мають легенди, що пояснюють винахід валяння. Наприклад, шумери приписували відкриття секрету виробництва повсті Урнамману з Лагаша. Християнська оповідь про Святого Климента і Святого Христофора повідомляє, що під час втечі вони набили свої сандалі вовною для захисту ніг від пухирів і в кінці їхньої подорожі під впливом порухів і поту вовна звалялася в повстяні панчохи.
Найімовірніше за все, батьківщиною повсті є Центральна Азія. Знайдені в Сибіру поховання, датовані VII—II століттями до нашої ери, свідчать про широке застосування повсті, включаючи одяг, оздоби, покриття стін і кінські попони. Використовуючи підфарбовування, вишивку лініями стібків та інші прийоми, повстярі робили матеріал образотворчим засобом. Із Сибіру й Монголії повстярство поширилося в інші регіони разом з міграціями монгольських і тюркських народів. Поширенню повстяної технології сприяли розвиток у степових народів вівчарства і верблюдівництва, потреба в будівельному матеріалі в умовах браку лісу: з повсті робили стіни та підлогове покриття юрт. Використовувалася повсть і для одягу, ковдр, килимів (кошм), підсідельників.
В Україні виробництвом повсті займалися майстри, що називалися шаповалами, оскільки одним зі застосувань матеріалу було виготовлення щільних шапок. Валяння здійснювалося в майстернях — шаповальнях, і включало кілька етапів: підготовку сировини (миття в чистій, потім у мильній чи лужній воді, сортування за типом волосу), чесання, розпушування і збивання, і нарешті, власне валяння. Спочатку вимиту і відсортовану сировину розчісували на залізних гребенях. Процес розпушування і збивання здійснювався на спеціальній решітці за допомогою пристрою — лука. Він складався з таких елементів: власно лука, кобилки, тарілки з натягачем, струни, гачка, чаплії. Лук мав вигляд закругленого бруска, кінець якого праворуч від шаповала був дещо тоншим за лівий. Через правий кінець проходила кобилка — клинець з виїмкою, до лівого за допомогою мотузки (натягача) була прикріплена тарілка — чотирикутна дощечка з круглим отвором посередині. Кінці лука з'єднувалися струною — тятивою, що проходила від правого кінця через кобилку до тарілки й через тарілку. Посередині лука був гачок, що служив для кріплення чаплії́ — дерев'яного брусочка з мотузками по обох кінцях: до нижньої кріпився гачок лука, а верхня була прив'язана до вбитого в стіну цвяха. Лук встановлювався таким чином, щоб струна лежала на вовні. Смикаючи за струну дерев'яним гачком-шляхуном, шаповал приводив її в рух, від якого вовна розбивалася, грубий волос відкидався вбік, пил і дрібні частинки провалювалися крізь решітку, а підшерсток розпушувався.
Розпушену і збиту вовну укладали тонким шаром на шматок полотна або очеретяну мату, злегка збризкували гарячою водою, згортали по діагоналі в рулон і валяли протягом близько 15 хвилин, періодично розгортаючи й згортаючи знову по іншій діагоналі. Потім валяння продовжували вже без обгортки, за потреби повторюючи гаряче зволожування. Виготовлення повстяних виробів називалося «бити повсті».
Валяння повсті могло здійснюватися і механізованим способом — на валяльнях, які також використовувалися для виробництва сукна.

## Опис
Одержують повсть валянням вовни і хутрових відходів або формуванням і тепловою обробкою суміші мінеральної вати і зв'язувальної речовини (наприклад, бітуму). Випускають повсть у вигляді стрічок, пластин, готових деталей та іншого.
Повітряні пори в матеріалі складають не менше 75 % об'єму. Щільність повсті коливається в межах від 200 до 430 кг/м² Термічна стійкість повсті не перевищує 75°C..
Розрізняють повсть технічну, побутову, будівельну і протипожежну. Технічну повсть поділяють на тонкошерсту, напівгрубошерсту і грубошерсту.
Повсть володіє високими тепло-, звукоізолювальними та амортизувальними властивостями.
Волокна повсті руйнуються від дії грибків і молі, легко руйнується від дії лугів, але стійкі проти кислот.
Повсть використовують також у папероробних машинах, музичних інструментах, для полірування жерсті тощо.
Майстрів з виготовлення повсті називають повстяра́ми.

## Види
Фетр
Фетр (від фр. feutre) — тонка щільна повсть найвищого сорту, з якої виготовляють капелюхи, валянки (з пуху кролів і ангорських кіз).
Будівельна повсть
Будівельною повстю утеплюють трубопроводи, віконні й дверні коробки тощо.
Побутова повсть
Побутову повсть (підошовну, взуттєву, шорну) застосовують у виробництві взуття.
Технічна повсть
З технічної повсті (грубововняної, напівгрубої й тонкововняної) виготовляють сальники, прокладки, амортизатори для автомобілів, тракторів, комбайнів, літаків.
Протипожежна повсть
Протипожежна повсть (кошма, пожежне полотно) входить в комплект пожежного щита на АЗС.